# Pedieos
Der Pedieos (griechisch Πεδιαίος, türkisch Kanlıdere) ist mit einer Länge von etwa 100 Kilometern der längste Fluss auf der Insel Zypern. Wie alle Flüsse Zyperns führt er nicht ganzjährig, sondern nur während drei bis vier Monaten im Winter durchgehend Wasser. In den Sommermonaten ist er wegen der geringen Niederschläge abschnittweise ausgetrocknet.

## Verlauf
Der Pedieos entspringt im Zentrum der Insel Zypern auf 1400 m im nordöstlichen Troodos-Gebirge in der Nähe des Macheras-Klosters. Von dort führt er nach Norden in die Mesaoria-Ebene, wo die Städte Lakatamia und Strovolos durchflossen werden. Er durchfließt anschließend Nikosia, die Hauptstadt der Republik Zypern und tritt dort durch die zyprische Pufferzone in die international nicht anerkannte Türkische Republik Nordzypern. In Nordzypern trägt der Fluss den türkischen Namen Kanlı Dere und nimmt nördlich von Nord-Nikosia einen Verlauf nach Osten ein. Er schlängelt sich danach großräumig nach Osten durch die Ebene und mündet an der Ostküste Zyperns zwischen der antiken Stadt Salamis und Famagusta in die Bucht von Famagusta. Weil der Pedieos größtenteils feine Sedimente transportiert, hat er dort kein eigenes Delta ausgebildet.

### Staudamm
Der Fluss wird in seinem Verlauf vom Troodos-Gebirge bis zum Mittelmeer bei Kambia in den Tamassos-Stausee aufgestaut. Der See umfasst 2,8 Millionen Kubikmeter Wasser und entstand durch einen 2002 erbauten Damm von 34 Metern Höhe.

## Geschichte
In der Bronzezeit war der Unterlauf im Gebiet der Mündung des Pedieos schiffbar. Am Rande eines heute ausgetrockneten Sees landeinwärts lag die Stadt Enkomi, deren Hafen über den Fluss mit dem Meer verbunden war. Enkomi konnte dadurch Handelswege mit dem östlichen Mittelmeerraum unterhalten (Levante, Ägypten, Kreta, Ägäis). Der Hafen verlandete allerdings und die Stadt wurde um 1075 v. Chr. aufgegeben. Stattdessen wurde auf einer Anhöhe an der Mündung des Pedieos die Stadt Salamis gegründet.
Der Pedieos spielt eine große Rolle für die Gründung und das Wachstum von Nikosia. Er gilt neben den fruchtbaren Böden, dem gemäßigten Klima und dem Schutz durch die umliegenden Berge als Grund dafür, dass sich Menschen im heutigen Nikosia niederließen. Die erste bekannte Siedlung um Nikosia geht auf die Archaik (750 bis 475 v. Chr.) zurück. Sie wurde an der Nordseite des Pedieos begründet und wuchs dann über das Südufer hinaus. Während der byzantinischen Zeit (650 bis 1191 n. Chr.) wuchs die Stadt und entlang des Flusses bildeten sich die ländlichen Vororte Strovolos und Lakatamia. Zwischen dem 12. und 15. Jahrhundert, während der Herrschaft der Lusignans, war Nikosia von Verteidigungsanlagen umgeben. Zu dieser Zeit floss der Pedieos noch durch das Zentrum von Nikosia, die heutige Altstadt.

### Flut von 1330
Im November 1330 ereignete sich die vielleicht schwerwiegendste Überflutung auf der ganzen Insel. Heftige Regenfälle sollen dafür gesorgt haben, dass der Pedieos in einer Sturzflut entwurzelte Bäume und Geröll nach Nikosia gespült hat. Weil sich Bäume und Geröll im Zentrum Nikosias an einer Brücke verfingen, staute sich das Wasser innerhalb der Stadtbefestigung bis auf über 9 Meter an. Die Folgen der Sturzflut waren nicht nur zerstörte Gebäude, sondern auch zwischen 2000 und 6000 Opfer.

### Venezianische Zeit
Nachdem die Venezianer Zypern übernommen hatten, wurde der Fluss zwischen 1567 und 1570 innerhalb Nikosias umgeleitet. In Vorbereitung auf einen osmanischen Angriff rissen die Venezianer die mittelalterlichen Verteidigungsmauern von Nikosia ab und die bis heute sichtbaren Stadtmauern von Nikosia entstanden. Die Folge davon war, dass der Pedieos aus dem Stadtzentrum umgeleitet wurde und bis heute außerhalb der Stadtmauern nördlich an Nikosia vorbeifließt. Es ist allerdings unklar, ob der Fluss zunächst in einen Wassergraben um die Verteidigungsmauern geleitet wurde, was den Verteidigern im Falle einer Belagerung zugutegekommen sein könnte. Zeitgenössische Abbildungen stellen tatsächlich den Pedieos als Zufluss des Wassergrabens um die Stadtmauern dar, die meisten Autoren waren aber nie persönlich vor Ort. Die prominenteste Theorie geht deshalb davon aus, dass der Fluss von den Venezianern seinem heutigen Verlauf entsprechend nach Norden aus der Stadt herausgeleitet wurde, auch um die Gefahr von Fluten zu umgehen. Da der Pedieos die meiste Zeit des Jahres trocken liegt, könnte er wahrscheinlich auch keinen Wassergraben vollständig speisen.

## Pedieos-Park
Zwischen 1999 und 2014 wurde entlang des Pedieos ein linearer Park (griechisch Γραμμικό Πάρκο Πεδιαίου) eingerichtet. Der Park erstreckt sich über 9,5 Kilometer entlang des Flussbetts, beginnt im Zentrum von Nikosia und verläuft flussaufwärts durch die Gemeinden Strovolos und Lakatamia. Er ist wegen der Bebauung auf beiden Seiten des Flusses nur sehr schmal und durch große Eukalyptusbäume (Roter Eukalyptus und Eucalyptus gomphocephala), Kalabrische Kiefern und Palmen (Echte Dattelpalme sowie Kalifornische Washingtonpalme) geprägt. An der Grenze zwischen Nikosia und Strovolos verläuft der Park hinter den Gärten des Präsidentenpalasts Zyperns entlang und wird ab dort etwas breiter und weniger schattig. In der Vergangenheit wurden Pläne vorgeschlagen, den Park um weitere 14,2 km, dem Fluss folgend, bis zum Tamassos-Stausee zu erweitern.